# Vargabéles
A vargabéles székely eredetű, édes főétel vagy desszert, amelyet hagyományosan főtt cérnametélt tészta felhasználásával készítenek túróval és mazsolával, majd réteslapba csomagolva sütik meg. 
Először megfőzik a cérnametéltet egy csipet sót tartalmazó vízben, majd, ha kihűlt, összekeverik azt a villával áttört túróval, a mazsolával, vajjal és tejföllel, végül hozzáadnak reszelt citromhéjat és tojássárgáját is. Az egész masszába belekeverik a tojások kemény habbá vert fehérjéjét. A vargabéles készítése során egy tepsi alját és oldalát kibélelik sütőpapírral és olajozott réteslappal, belekanalazzák a túrós, tésztás tölteléket, végül szintén réteslappal takarják le és sütik készre. Tálaláskor meghintik porcukorral, illetve különféle édes ízesítőkkel, például vaníliasodóval vagy lekvárral kínálják.